# دوونپورت، نیوزیلند
| چلتنهام، نیوزیلند   | Vauxhall            | (Duders Point)      |
| (North Head)        | دوونپورت            | Stanley Bay         |
| (Waitematā Harbour) | (Waitematā Harbour) | (Waitematā Harbour) |

دوونپورت (به لاتین: Devonport) یک حومه شهر در نیوزیلند است که در آوکلند واقع شده‌است. دوونپورت ۳٬۳۴۸ نفر جمعیت دارد.